# Metathelypteris vandervekenii
Metathelypteris vandervekenii är en kärrbräkenväxtart som beskrevs av Pichi-serm. Metathelypteris vandervekenii ingår i släktet Metathelypteris och familjen Thelypteridaceae. Inga underarter finns listade.